# 尊快入道親王
尊快入道親王（そんかいにゅうどうしんのう、元久元年4月2日〈1204年5月3日〉- 寛元4年4月2日〈1246年4月19日〉）は、鎌倉時代前期の皇族・天台宗の僧侶。後鳥羽天皇の第七皇子で、母は修明門院。初名は寛成。天台座主73世とされているが、後述の事情で現在の歴代法主には数えられていない。

## 経歴
承元2年（1208年）、承円に入門して、建保2年（1214年）に出家する。天台教学を修め、梶井門跡となる。
承久3年（1221年）4月、天台座主に補任されるが、補任の宣命を受ける前に承久の乱が起きたために、同年7月に辞退という形でその地位を追われた。
承久の乱の関係者とされたことに加え、皇統が後鳥羽院の系統から兄の後高倉院の皇統に移ったことも影響したと考えられている。
寛元4年（1246年）、43歳で薨去した。